# 庄原郵便局
庄原郵便局（しょうばらゆうびんきょく）は、広島県庄原市にある郵便局。民営化前の分類では集配普通郵便局であった。

## 概要
住所：〒727-8799 広島県庄原市中本町1-6-1

### 出張所（局外ATM）
民営化前は以下の場所に出張所としてATMを設置していた。現在も同じ場所にATMがあるが、管理はゆうちょ銀行広島支店となっている。
- 庄原ショッピングセンター内出張所

## 沿革
- 1874年（明治7年）11月16日 - 庄原郵便取扱所として開設[1]。
- 1875年（明治8年）1月1日 - 庄原郵便局（五等）となる。
- 1883年（明治16年）3月16日 - 為替・貯金取扱を開始。
- 1897年（明治30年）3月21日 - 庄原郵便電信局となる。
- 1903年（明治36年）4月1日 - 通信官署官制の施行に伴い庄原郵便局となる。
- 1950年（昭和25年）10月1日 - 特定郵便局から普通郵便局に局種別改定[2]。
- 1950年（昭和25年）11月16日 - 電気通信業務を、新設の庄原電報電話局に移管[3]。
- 1956年（昭和31年）10月1日 - 電話通話および和文電報受付事務の取扱を開始。
- 1962年（昭和37年）6月 - 新局舎落成。
- 1999年（平成11年） - 外国通貨の両替および旅行小切手の売買に関する業務取扱を開始。
- 2007年（平成19年）10月1日 - 民営化に伴い、併設された郵便事業庄原支店に一部業務を移管。
- 2012年（平成24年）10月1日 - 日本郵便株式会社発足に伴い、郵便事業庄原支店を庄原郵便局に統合。
- 2018年（平成30年）10月9日 - 赤川郵便局、高郵便局および山内郵便局から集配業務を移管。
- 2019年（令和元年）10月15日 - 川北郵便局から集配業務を移管。

## 取扱内容
- 郵便、印紙、ゆうパック、内容証明
- 貯金、為替、振替、振込、国際送金、国債、投資信託
- 生命保険、バイク自賠責保険、自動車保険
- ゆうちょ銀行ATM
- 庄原市内の一部地域（〒727-00xx、727-85xx、727-86xx、727-87xx、727-02xx、727-06xx、729-58xx、729-61xx）の集配業務
- ゆうゆう窓口

## 周辺
- 庄原市役所
- 庄原警察署
- 庄原バスセンター

## アクセス
- JR芸備線 備後庄原駅から徒歩約5分
- 備北交通バス 郵便局前停留所下車
- 中国自動車道 庄原ICから北へ約2km
- 駐車場あり：12台